# Джилкс, Меган
Меган Джилкс (род. 6 ноября 2000, Ричмонд-Хилл, Канада) — канадская автогонщица. В настоящее время выступает в Академии F1 за команду Rodin Carlin.

## Биография
Джилкс начала заниматься картингом в возрасте девяти лет в своем тогдашнем доме в Барбадосе. После перерыва в гонках после аварии в квалификации на чемпионате мира, где она сломала запястье, выиграла кубок Ottawa Challenge Karting Cup в родной Канаде и заняла второе место в чемпионате Восточной Канады по картингу 2016 года. В 2017 году Джилкс перешла на одноместные автомобили в чемпионате Канады F1200. Несмотря на то, что она не участвовала во всех раундах ни в одном из сезонов, в которых участвовала, она финишировала третьей и второй в общем зачете за годы подряд. Также в 2017 году Джилкс заняла второе место в чемпионате Sports Car Club of America Southeast Majors, лидируя в 10 из 12 раундов.
В 2019 году Джилкс подала заявку на участие в W Series, европейском чемпионате Формулы-3 исключительно для женщин. Она была выбрана в эту категорию как одна из 18 гонщиц, где выиграла гонку с обратной стартовой решёткой, не относящуюся к чемпионату, в Ассене, стала самой молодой победительницей гонки W Series и единственной гонщицей из Северной Америки, выигравшей Формулу-3. Джилкс вернулась в Канаду в 2020 году, участвуя в чемпионате Онтарио Формула 1600, где у неё было две поул-позиции, два быстрых круга в гонках и 13 подиумов, а также заняла второе место в серии.